# Stanisław Wysocki (inżynier)

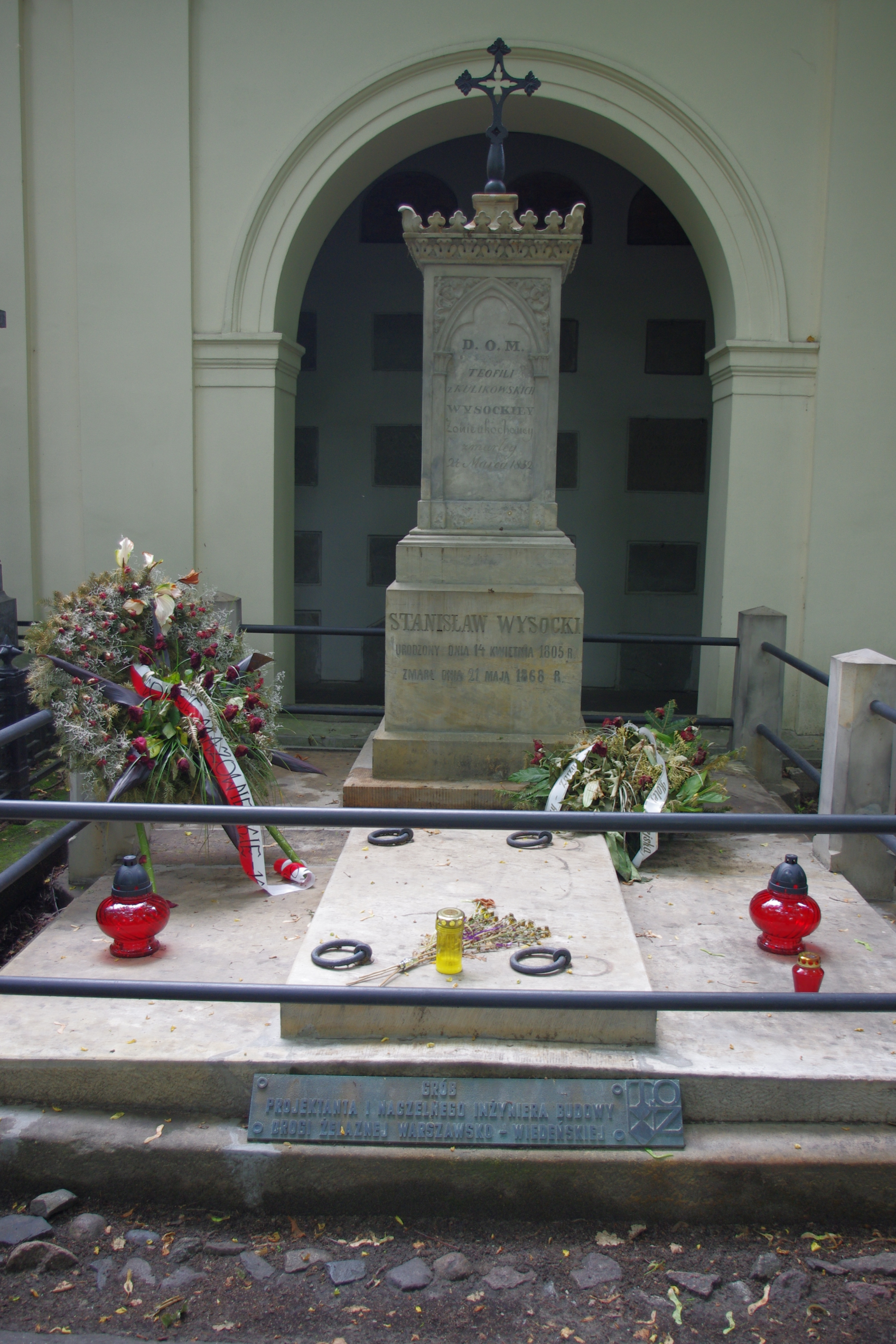
Grób inżyniera Stanisława Wysockiego – projektanta i głównego inżyniera budowy Drogi Żelaznej Warszawsko-Wiedeńskiej w Alei Katakumbowej na Starych Powązkach w Warszawie. Nagrobek po renowacji.

Stanisław Wysocki (ur. 14 kwietnia 1805 w Busku, zm. 21 maja 1868 w Warszawie) – polski inżynier, projektant i główny inżynier budowy Drogi Żelaznej Warszawsko-Wiedeńskiej, malarz.

## Życiorys
Syn nauczyciela gimnazjalnego Tomasza Wysockiego i Katarzyny z d. Rudzkiej. Brat kompozytora Kacpra Wysockiego. Absolwent Gimnazjum Św. Anny w Krakowie. Ukończył studia na Uniwersytecie Warszawskim – filozofię, budownictwo i miernictwo. Uczył się malarstwa i raz wystawił swoje prace. W roku 1830 powołany na inżyniera Banku Polskiego. W powstaniu listopadowym porucznik w Gwardii Narodowej. Z ramienia Komisji Rządowej Spraw Wewnętrznych i Policji regulował rzeki Nidę i Kamienną. Po upadku powstania podjął ponownie pracę inżyniera w Banku Polskim (w tym okresie Bank Polski prowadził oprócz działalności bankowej również inwestycje drogowe i przemysłowe, stąd zatrudnianie inżynierów). W roku 1834 kierował budową spichrzów we Włocławku. Od roku 1835 naczelny inżynier Banku Polskiego. W 1839 roku został głównym inżynierem budowy drogi żelaznej Warszawa-Wiedeń, od 1844 był członkiem zarządu tejże drogi. Od 1857 roku był inspektorem głównym dróg żelaznych w Królestwie Polskim. W trakcie powstania styczniowego ostro upomniany za brak przeciwdziałania pomocy kolejarzy powstaniu. W roku 1865 przeszedł na emeryturę. Doradca techniczny Kolei Warszawsko-Terespolskiej.
Założył pierwszą w Polsce fabrykę asfaltu.
Zmarł 21 maja 1868 roku. Jego grób znajduje się na cmentarzu Powązkowskim w Warszawie przed katakumbami (kwatera 22/23).

## Publikacje
- O robotach smołowcowych z rycinami (1838)
- O brukach (1838)
- O kolei Warszawsko-Wiedeńskiej (1859)
- O kolei Warszawsko-Bydgoskiej z mapami (1860)[2]

## Upamiętnienie
- S. Wysocki jest patronem Zespołu Szkół im. inż. Stanisława Wysockiego w Warszawie[5].